# Канате, Ибраим
Ибраи́м Канате́ (фр. Ibrahim Kanaté; род. 23 октября 2006) — малийский футболист, вингер клуба «Андерлехт».

## Клубная карьера
Канате — воспитанник ивуарийского клуба «АСЕК Мимозас». В 2023 году игрок перешёл в малийский «Африка Элит». В 2025 году Канате подписал контракт с бельгийским клубом «Андерлехт». 18 мая 2025 года в матче против «Брюгге» он дебютировал в Жюпиле лиге.

## Международная карьера
В 2023 году в составе юношеской сборной Мали Канате принял участие в юношеском Кубке Африки в Алжире. На турнире он сыграл в матчах против команд Камеруна, Республики Конго, Марокко и дважды Буркина-Фасо. В том же году Канате принял участие в юношеском чемпионате мира в Индонезии. На турнире он сыграл в матчах против сборных Узбекистана, Испании, Канады, Мексики, Марокко, Франции и Аргентины. В поединках против мексиканцев и канадцев Ибраим забил по голу.